# Gonneville-sur-Scie
Gonneville-sur-Scie – miejscowość i gmina we Francji, w regionie Normandia, w departamencie Sekwana Nadmorska.
Według danych na rok 1990 gminę zamieszkiwało 350 osób, a gęstość zaludnienia wynosiła 40 osób/km² (wśród 1421 gmin Górnej Normandii Gonneville-sur-Scie plasuje się na 570. miejscu pod względem liczby ludności, natomiast pod względem powierzchni na miejscu 418.).